# Hans Severin Holten
Johan (Hans) Severin Holten (* le 11 juillet 1770 à Helsingør ; † le 30 décembre 1805 à København) est un zoologiste danois.
C'est le neveu du naturaliste Abildgaard (1740-1801).